# Vasily Ivanovich Petrov
Vasiliy Ivanovich Petrov (tiếng Nga: Васи́лий Ива́нович Петро́в; 15 tháng 1 [lịch cũ 2 tháng 1] năm 1917 - 1 tháng 2 năm 2014) là một quan chức quân sự cấp cao của Nga và Nguyên soái Liên Xô.

## Tiểu sử
Petrov sinh năm 1917 tại Chernolesskoye, Stavropol. Ông tốt nghiệp trung học vào năm 1935 và học hai năm tại một trường đào tạo giáo viên cho đến năm 1937.
Petrov gia nhập Hồng quân năm 1939 và hoàn thành khóa học của cấp trung úy vào năm 1941.
Trong Chiến tranh Vệ quốc vĩ đại, ông đã tham gia chiến đấu bảo vệ Odessa, bảo vệ Sevastopol và trong Chiến dịch Kavkaz. Sau đó, ông tham gia giải phóng Ukraina (là một phần của Liên Xô) và tiến quân vào Romania, vào Budapest ở Hungary.
Sau chiến tranh, Petrov hoàn thành Nghiên cứu quân sự tại Học viện quân sự Frunze ở Moskva. Trong những năm sau đó, binh nghiệp của ông lần lượt thăng tiến, được thăng cấp Đại tá năm 1952, Thiếu tướng năm 1961, Trung tướng năm 1965, Thượng tướng năm 1970 và Đại tướng năm 1972. Năm 1983, Petrov được phong quân hàm Nguyên soái Liên Xô.
Vào cuối thập niên 1970, Petrov từng là cố vấn quân sự cho Quân đội Ethiopia. Ông được giao nhiệm vụ hỗ trợ và xây dựng lại lực lượng trong Chiến tranh Ogaden.
Năm 1982, Petrov được trao tặng danh hiệu Anh hùng Liên Xô.
Ông chỉ huy Quân khu Viễn Đông năm 1972, 19191976 và giữ chức Tổng Tư lệnh các lực lượng mặt đất vào năm 1980.
Từ năm 1992, Petrov làm cố vấn quân sự cho Bộ Quốc phòng Liên bang Nga. Ông qua đời vào năm 2014 ở tuổi 97 và được an nghỉ tại Nghĩa trang Tưởng niệm Quân đội Liên bang ở Moscow Oblast.

## Danh hiệu và giải thưởng
Liên Xô
- Anh hùng Liên Xô (16 tháng 2 năm 1982)
- Huân chương Aleksandr Nevsky (3 tháng 5 năm 2012) [3]
- Bốn Huân chương Lenin (tháng 12 năm 1967, tháng 2 năm 1978, 16 tháng 2 năm 1982, tháng 1 năm 1987)
- Huân chương Cách mạng Tháng Mười (tháng 2 năm 1974)
- Huân chương Cờ đỏ (tháng 10 năm 1944)
- Huân chương Chiến tranh ái quốc, hạng 1, hai lần (tháng 7 năm 1944, tháng 4 năm 1985), hạng 2 (tháng 10 năm 1943)
- Huân chương Sao đỏ, hai lần (tháng 11 năm 1942, tháng 10 năm 1955)

Giải thưởng nước ngoài
- Huân chương Ernesto Che Guevara, hạng 1 (Cuba, 1985)
- Huân chương Cờ đỏ (Tiệp Khắc) (1982)
- Huân chương Chiến thắng tháng Hai (Tiệp Khắc) (1985)
- Huân chương Sukhbaatar (Mông Cổ, 1981)
- Huân chương Cờ đỏ (Mông Cổ, 1982)
- Huân chương Quân công (Mông Cổ, 1971)
- Huân chươngScharnhorst (Đông Đức, 1983)
- Huân chương Quốc kỳ Cộng hòa Nhân dân Hungary bằng kim cương (Hungary, 1985)
- Huân chương Tudor Vladimirescu, hạng 1 (Romania, 1974)
- Huân chương Quân công, hạng 1 (Romania, 1985)
- Huân chương Quốc kỳ (Ethiopia, 1982)
- Huân chương Quốc kỳ Triều Tiên (Cộng hòa Dân chủ Nhân dân Triều Tiên, 1985)
- Huân chương Cộng hòa Nhân dân Bulgaria, hạng 1 (1985)